# Aristolochia lingulata
Aristolochia lingulata là một loài thực vật có hoa trong họ Aristolochiaceae. Loài này được Ule ex Pilg. mô tả khoa học đầu tiên năm 1905.